# Albert Klotz (Mediziner)
Albert Klotz (* 31. Mai 1911 in München; † 26. April 1998 in Bonn) war ein deutscher Arzt und Sanitätsoffizier, zuletzt Generalstabsarzt der Luftwaffe der Bundeswehr.

## Leben
Klotz, Sohn eines Geschäftsinhabers, studierte an der Ludwig-Maximilians-Universität München das Studienfach Medizin. Er bestand 1935 das Staatsexamen und wurde 1936 am Physiologischen Institut der Universität München zum Dr. med. promoviert. Nach klinischer Tätigkeit an dieser Universität war er während des Krieges bei verschiedenen Flak-Einheiten eingesetzt. 1942 erhielt er das Kriegsverdienstkreuz mit Schwertern II. Klasse. Er wurde als Stabsarzt der Reserve aus der Kriegsgefangenschaft entlassen. Bis zu seinem Eintritt als Oberstabsarzt in die Bundeswehr 1958 war er praktischer Arzt in seiner Heimatstadt.
In den USA erfolgte seine Ausbildung zum Fliegerarzt. Anschließend wurde er Hörsaalleiter und später Inspektionschef bei der Sanitätsschule der Bundeswehr. Als Kommandoarzt wurde er beim Kommandeur der Schulen der Luftwaffe eingesetzt und ging dann als Medical Advisor (Berater für Flugmedizin) zu den NATO-Stäben nach Ramstein und Fontainebleau. 1965 zum Generalarzt befördert, war er vom 1. Oktober 1965 bis 30. September 1966 Kommandeur der Akademie des Sanitäts- und Gesundheitswesens der Bundeswehr (München). Vom 1. September 1966 bis März 1970 war er Stellvertreter des Inspekteurs des Sanitäts- und Gesundheitswesens und dort auch Stabschef. Klotz wurde in dieser Position am 10. Mai 1968 zum Generalstabsarzt befördert. 1970 erhielt er das Große Verdienstkreuz des Verdienstordens der Bundesrepublik Deutschland. Er übergab im selben Jahr das Kommando an Admiralstabsarzt Hans-Georg Stemann und wurde in den Ruhestand versetzt.
Klotz war verheiratet und hatte zwei Kinder.

## Werk (Auswahl)
- Dissertation: Der Radialispuls in seiner Beziehung zu Alter und Blutdruck. Nieft, Bleicherode, 1936.[1]
- Herausgeber: Jahrbuch der Wehrmedizin. Das Sanitätswesen der Bundeswehr, Folge 1 bis 3. Wehr und Wissen Verlagsgesellschaft, Darmstadt, 1969–1971.